# Spilosoma quercii
Spilosoma quercii är en fjärilsart som beskrevs av Charles Oberthür 1911. Spilosoma quercii ingår i släktet Spilosoma och familjen björnspinnare. Inga underarter finns listade i Catalogue of Life.